# Alexander Andrejewitsch Iwanow

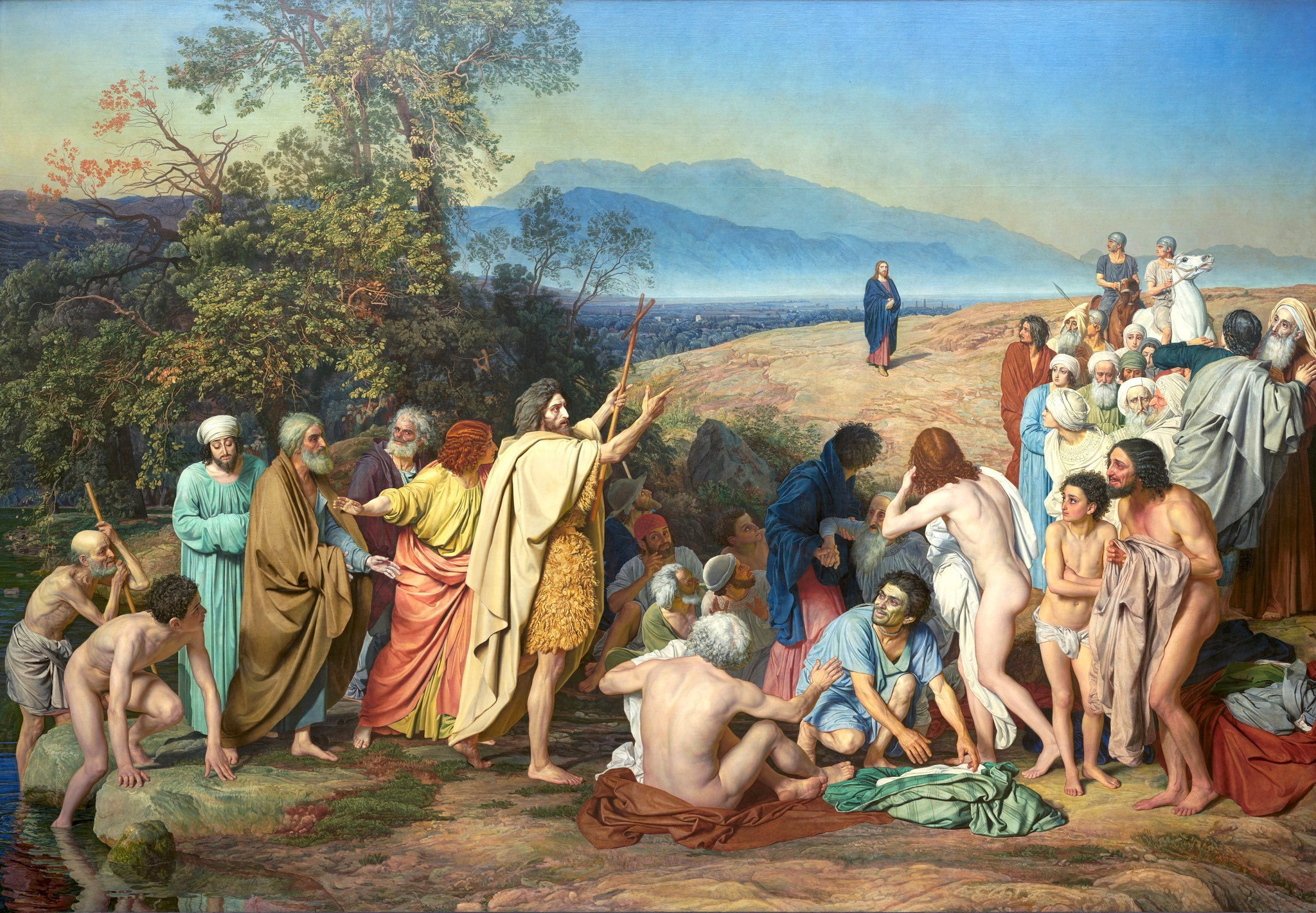
Iwanows Gemälde Die Offenbarung des Christus gegenüber den Menschen (Öl auf Leinwand, 1837–57) illustriert Matthäus 3:13.

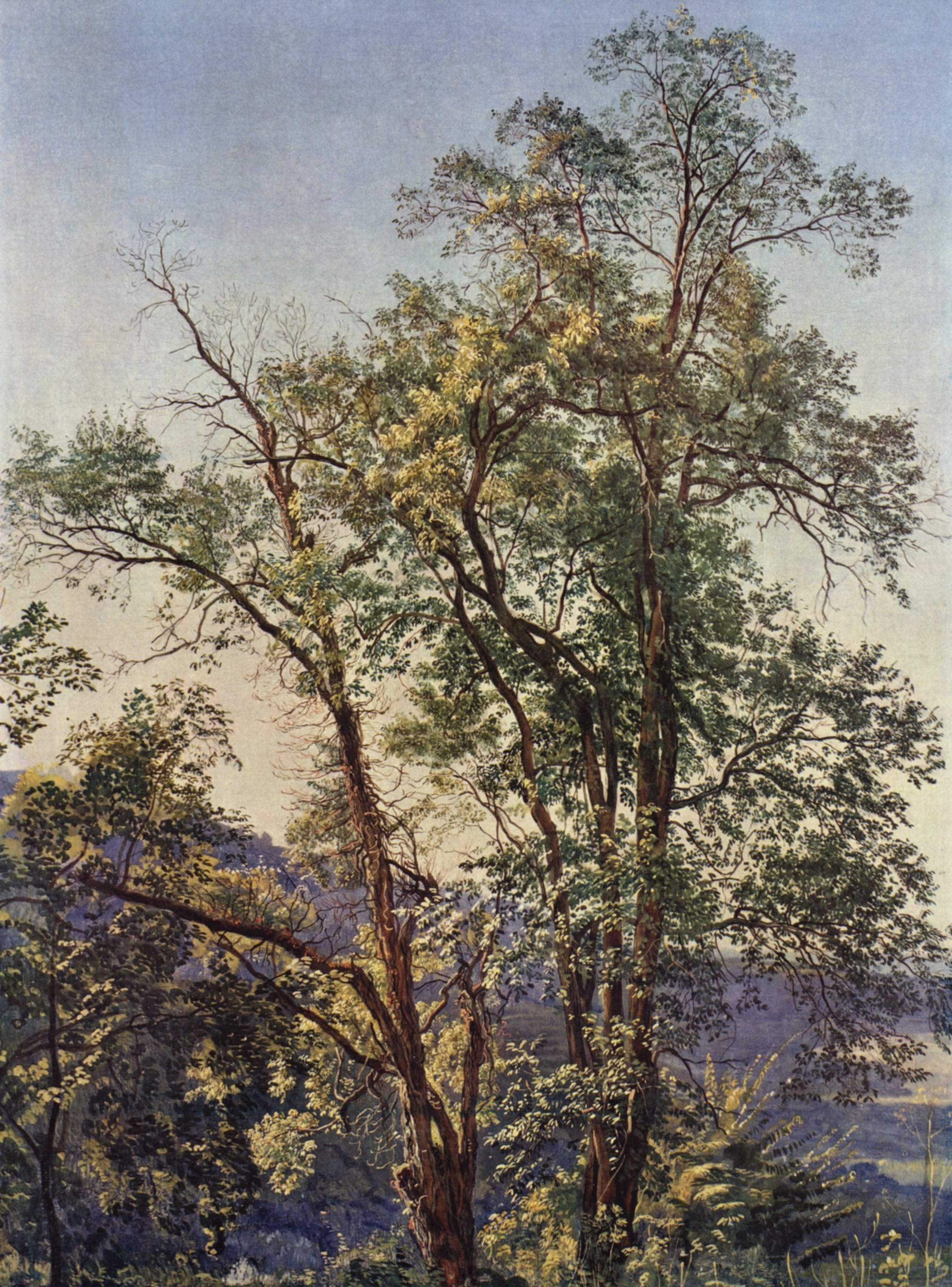
Olivenbaum, 1. Hälfte 19. Jahrhundert

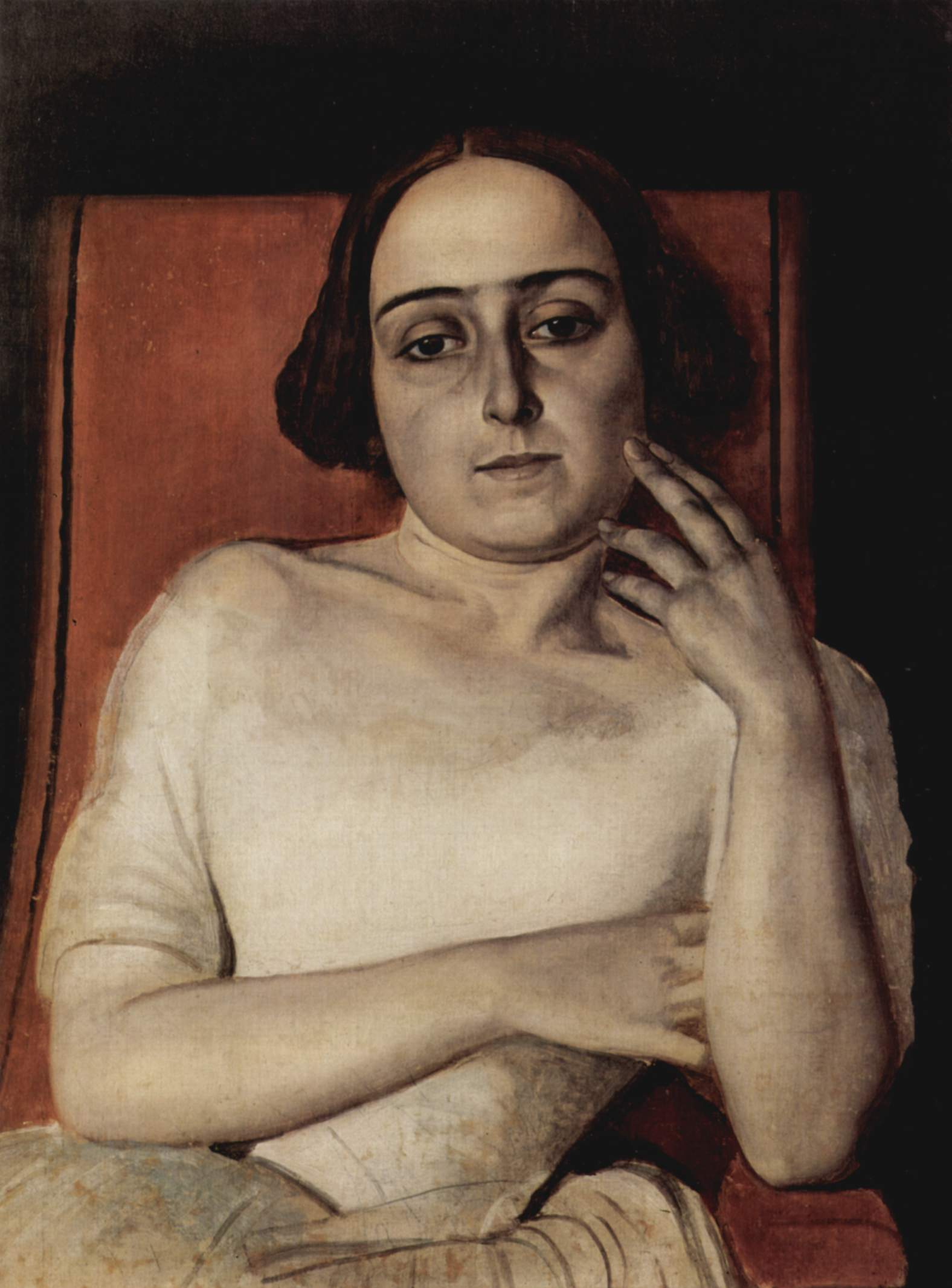
Porträt der Vittoria Marini

Alexander Andrejewitsch Iwanow (russisch Александр Андреевич Иванов; * 16. Julijul. / 28. Juli 1806greg. in Sankt Petersburg; † 3. Julijul. / 15. Juli 1858greg. ebenda) war ein russischer Maler, der sich vor allem als Historienmaler, Maler biblischer Themen sowie als Landschaftsmaler einen Namen machte.

## Leben
Aufgewachsen in einer Künstlerfamilie trat er bereits im Alter von 11 Jahren in die Petersburger Kunstakademie ein. Hier war er u. a. Schüler seines Vaters Andrei Iwanowitsch Iwanow, einem Professor für Malerei, der das Talent seines Sohnes frühzeitig erkannt und gefördert hatte. Für seine Zeichnungen erhielt er bereits während der Ausbildung zwei Silbermedaillen und erhielt 1824 für das Bild Priamos bittet Achilleus um die Leiche Hektors (Приам испрашивает у Ахиллеса труп Гектора) eine Goldmedaille. Drei Jahre später wurde er für Joseph deutet im Gefängnis Träume (Иосиф в темнице истолковывает сны царедворцам фараона) wiederum mit einer Goldmedaille ausgezeichnet.
Nach Beendigung seiner Ausbildung wurde es ihm aufgrund eines Stipendiums ermöglicht, ins Ausland zu gehen. Iwanow begab sich über Dresden nach Rom. Hier hielt er sich den größten Teil seines Lebens auf. Während dieser Zeit schloss er Freundschaft mit dem russischen Schriftsteller Nikolai Gogol. Hier geriet er auch unter den Einfluss der Nazarener. In diese Zeit fällt die Entstehung seines Gemäldes Bellerophon begibt sich zu den Chimären (Беллерофонт отправляется в поход против Химеры).
In der Zeit von 1837 bis 1857 arbeitete er an dem Gemälde Erscheinung Christi vor dem Volk (Явление Христа народу), das sein Hauptwerk werden sollte. Dieses Gemälde wurde begleitet von ca. 300 Skizzen und Detailzeichnungen; es ist dem Stil des Klassizismus zuzuordnen.
Im Jahr 1857 kehrte Iwanow nach Russland zurück. Er verstarb 1858 an der Cholera.
Alexander Iwanows Werke sind größtenteils in der Tretjakow-Galerie sowie im Russischen Museum zu besichtigen.

### Weitere Werke (Auswahl)
- Christus erscheint Maria Magdalena nach der Auferstehung (Явление воскресшего Христа Марии Магдалине)
- Die Via Appia bei Sonnenuntergang
- Mädchen in Albana in der Tür
- Ave Maria
- Vittoria Kaldoni
- Zweige